# Pik
Pik (fr. pique – grot, pika) – jeden z czterech kolorów w kartach typu francuskiego, oznaczony czarnym pojedynczym listkiem .
Odpowiednikiem pików w talii niemieckiej są wina, w talii szwajcarskiej – tarcze, a w talii włosko-hiszpańskiej miecze.
Pełna talia kart do gry w brydża zawiera 13 kart tego koloru, czyli karty numerowane 2–10, waleta, damę, króla i asa:

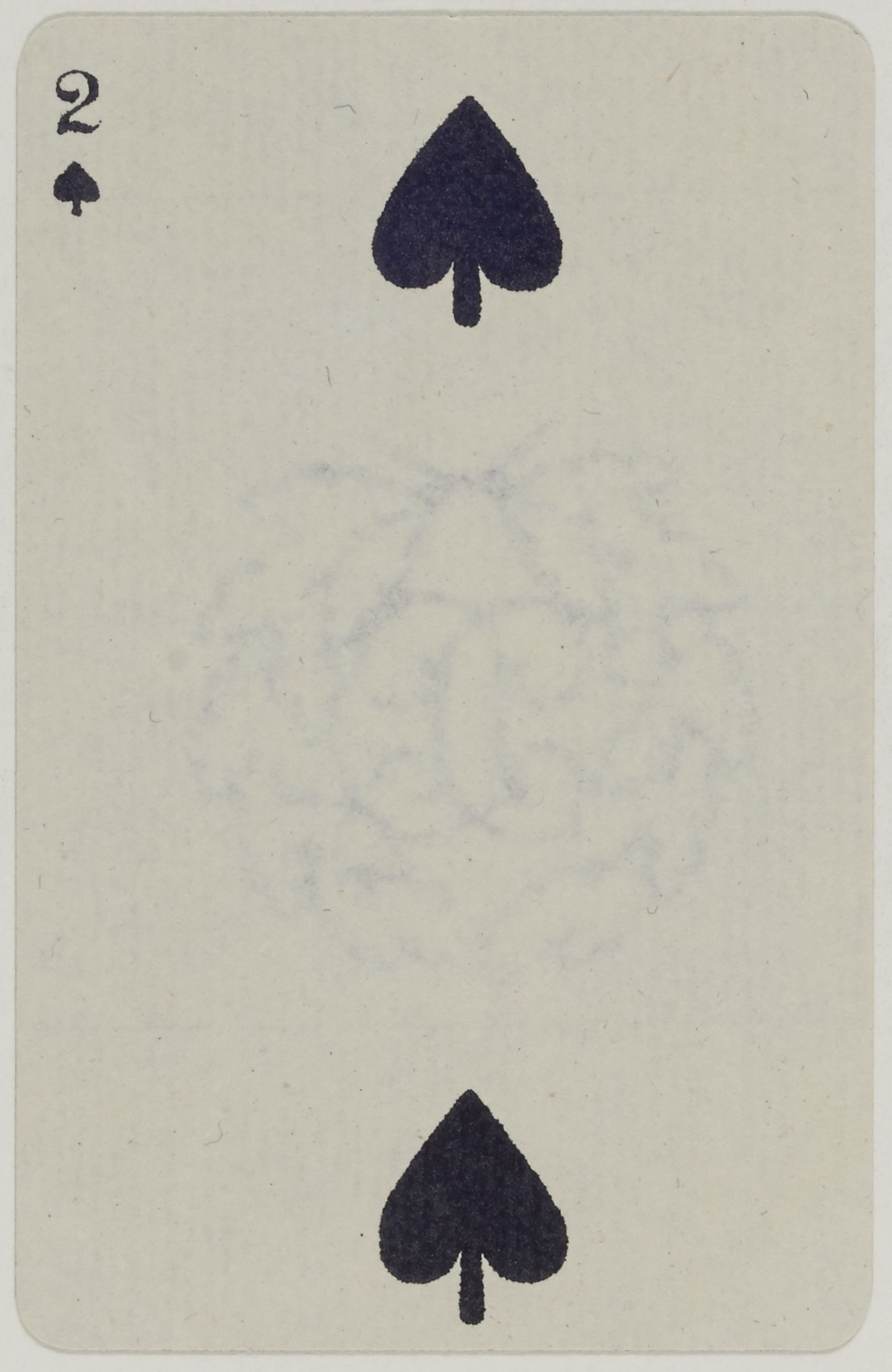
Dwójka pik
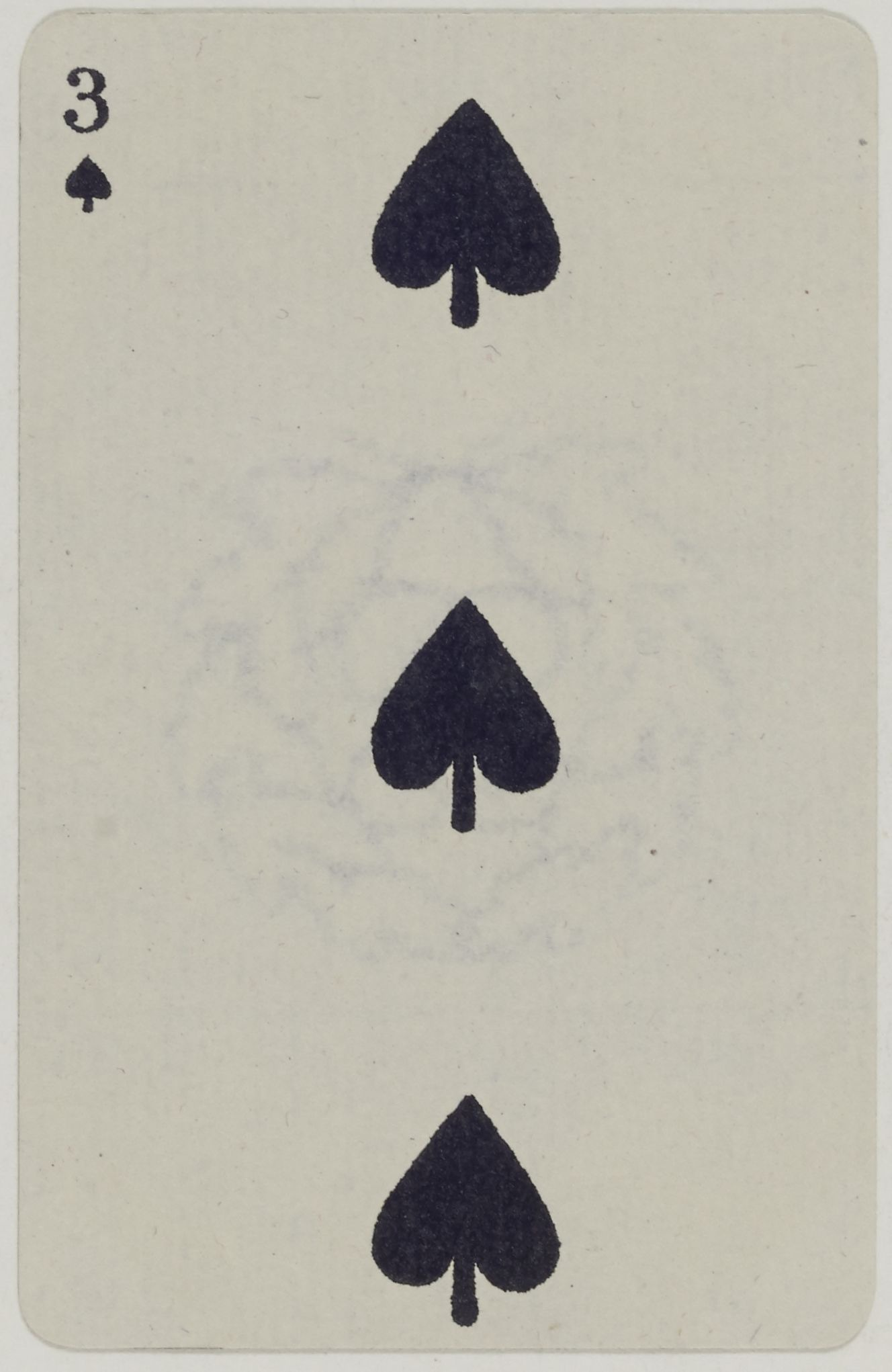
Trójka pik
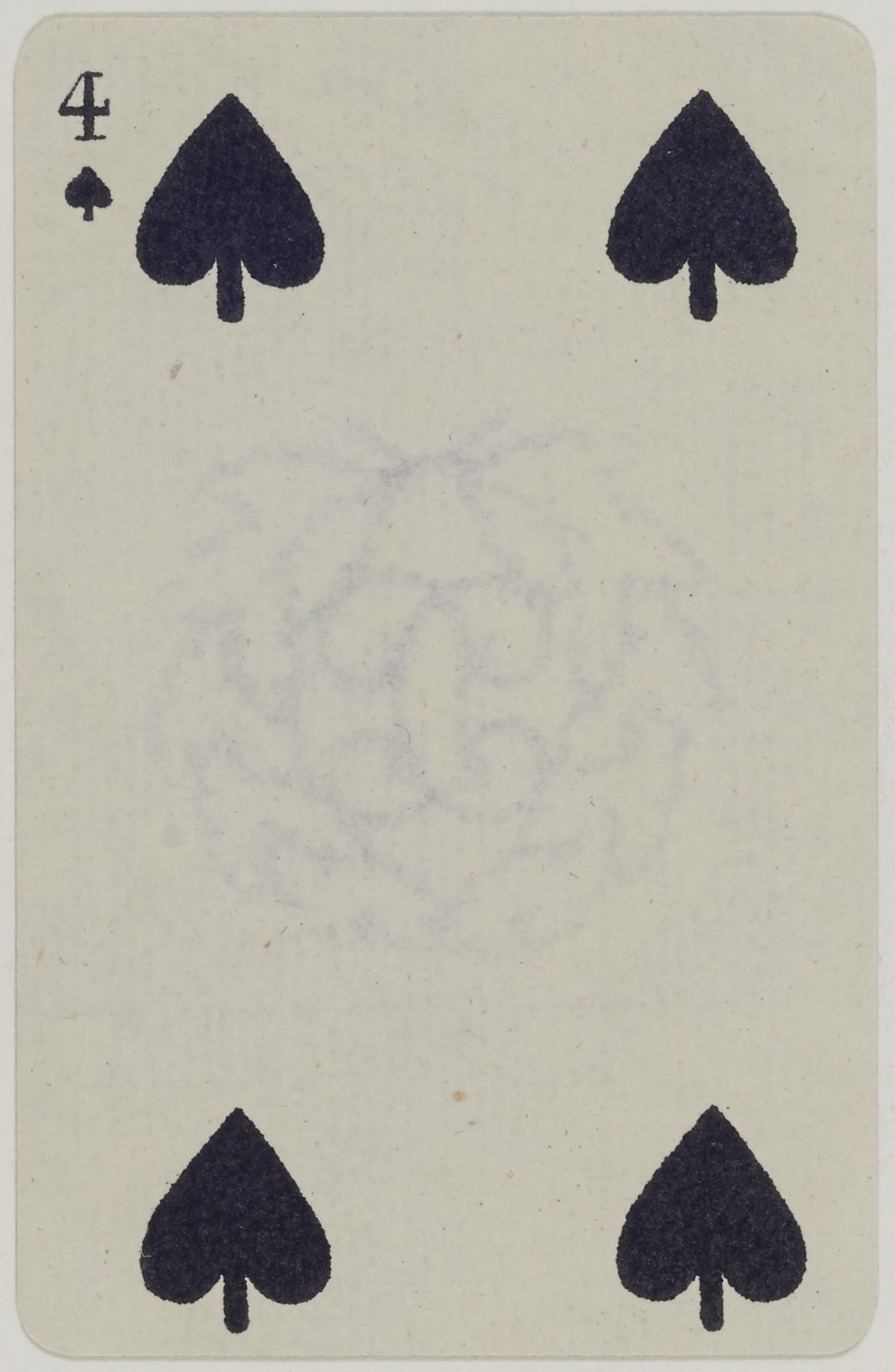
Czwórka pik
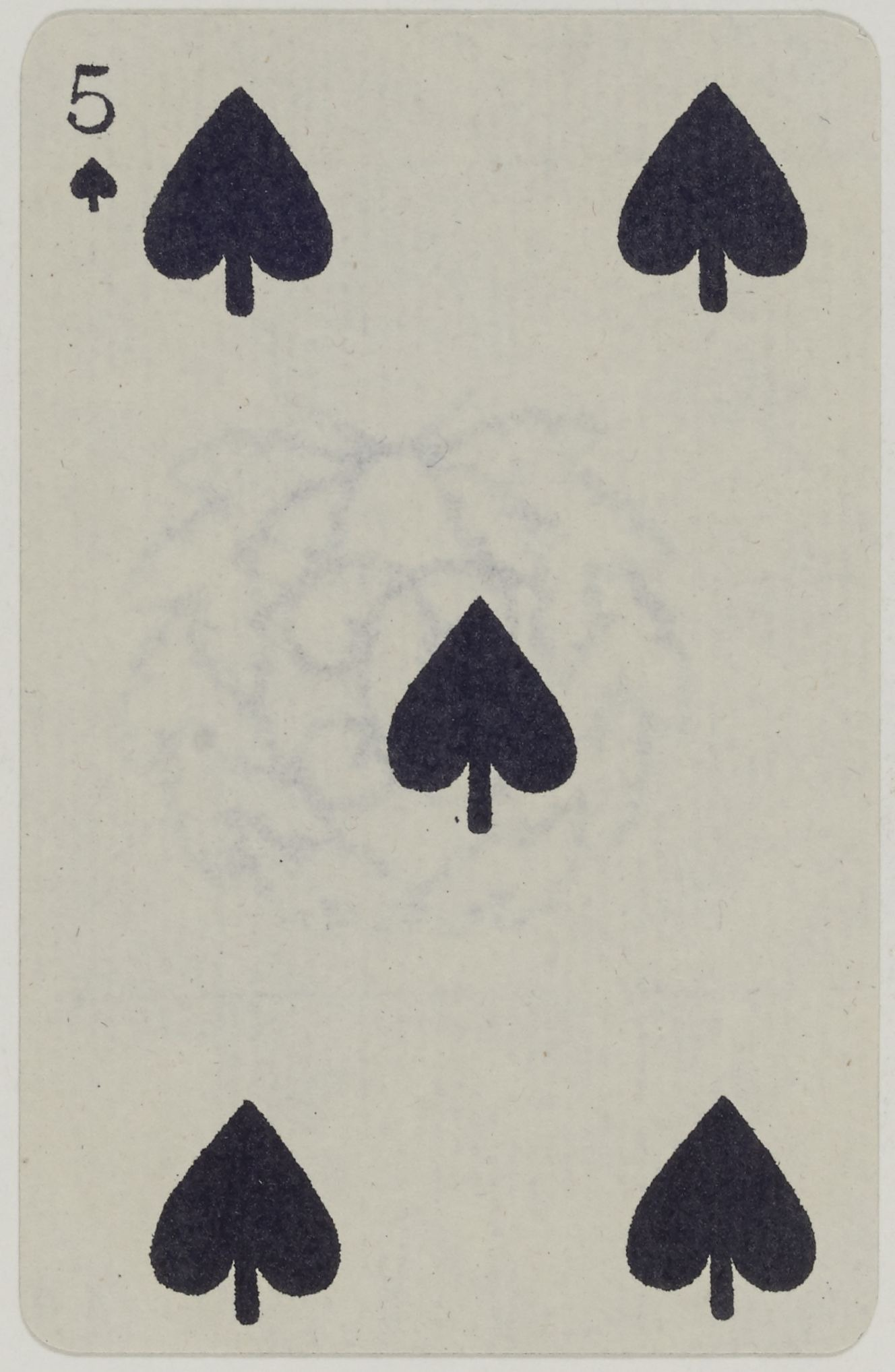
Piątka pik
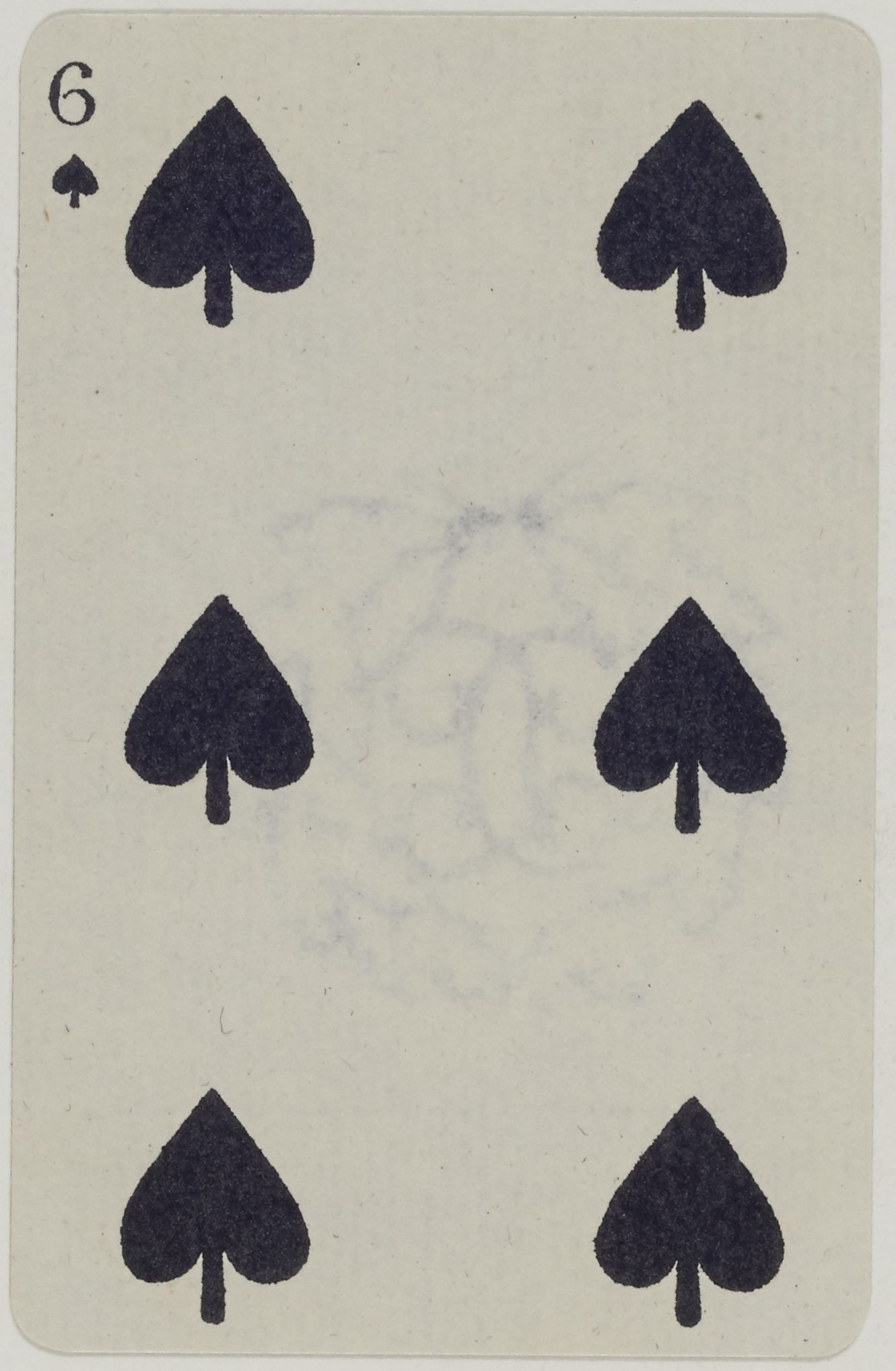
Szóstka pik
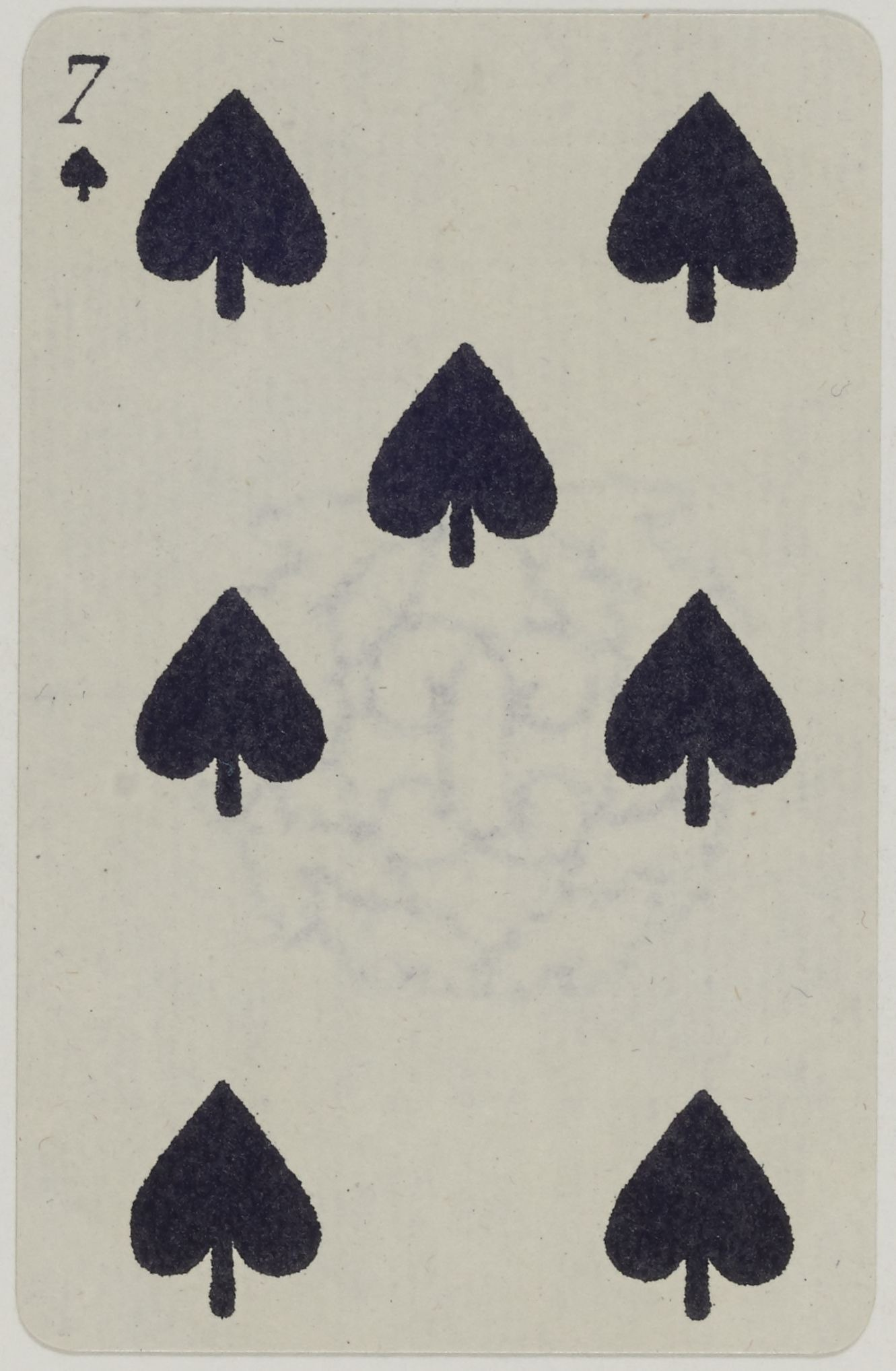
Siódemka pik
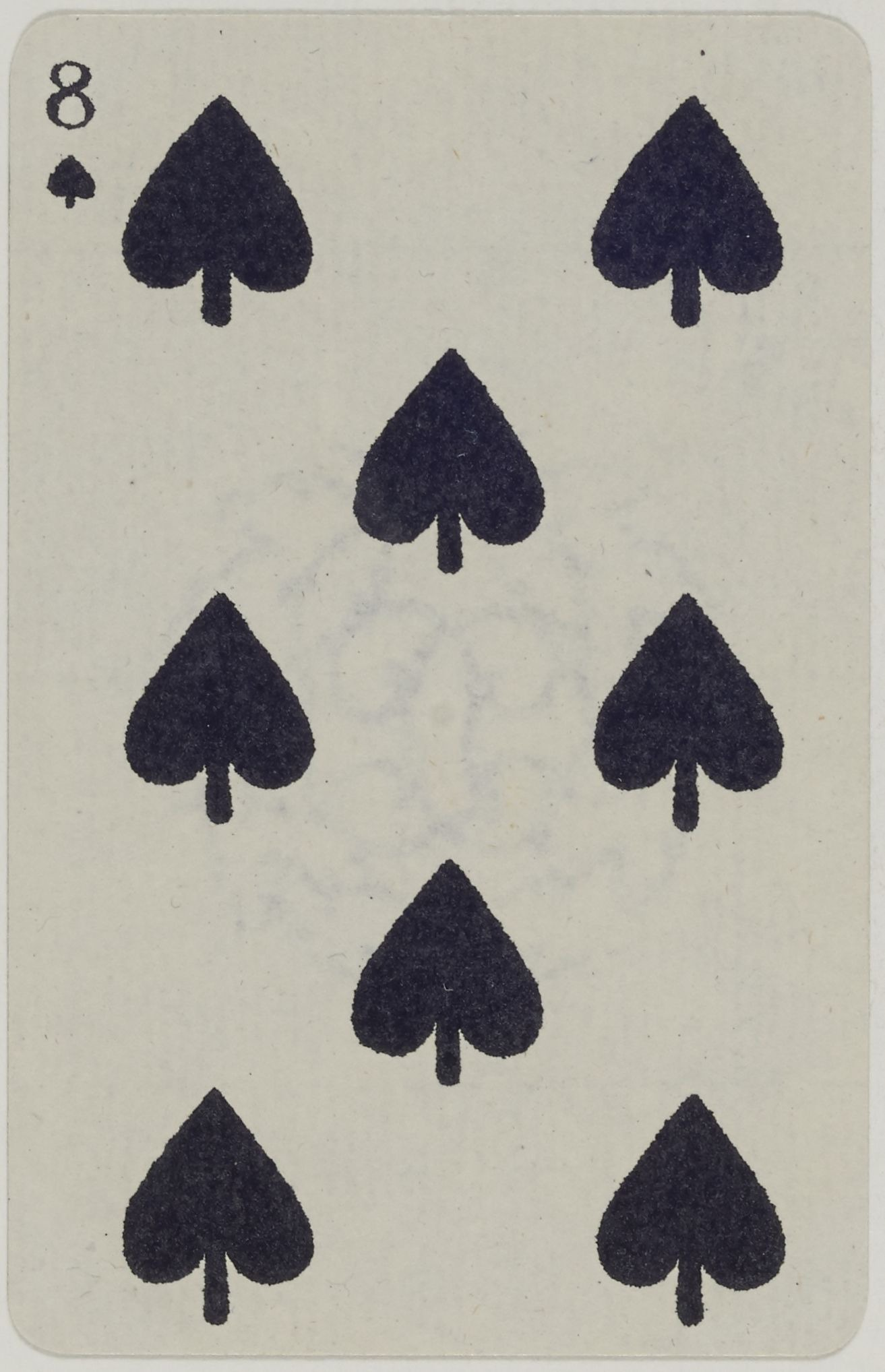
Ósemka pik
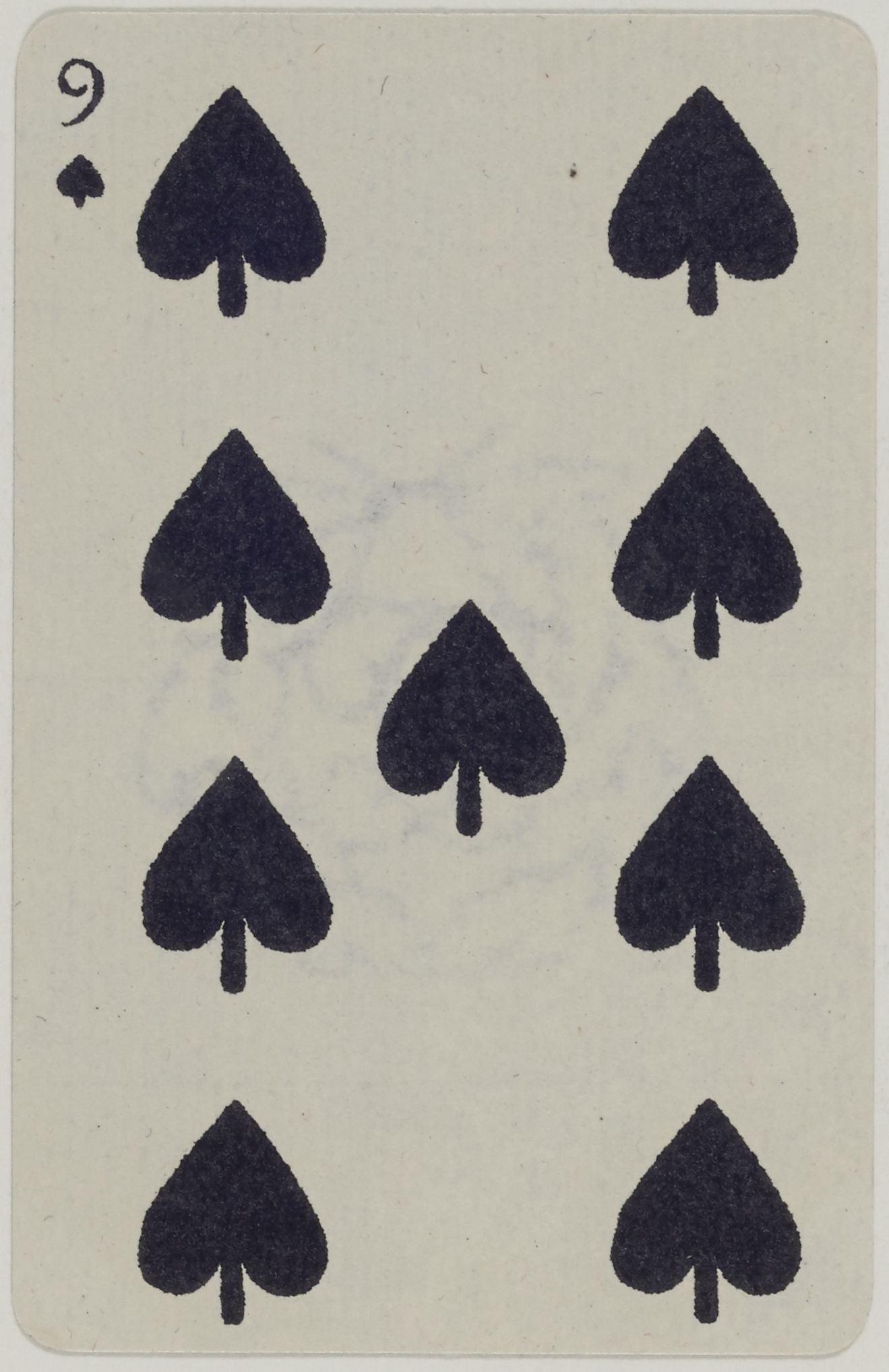
Dziewiątka pik
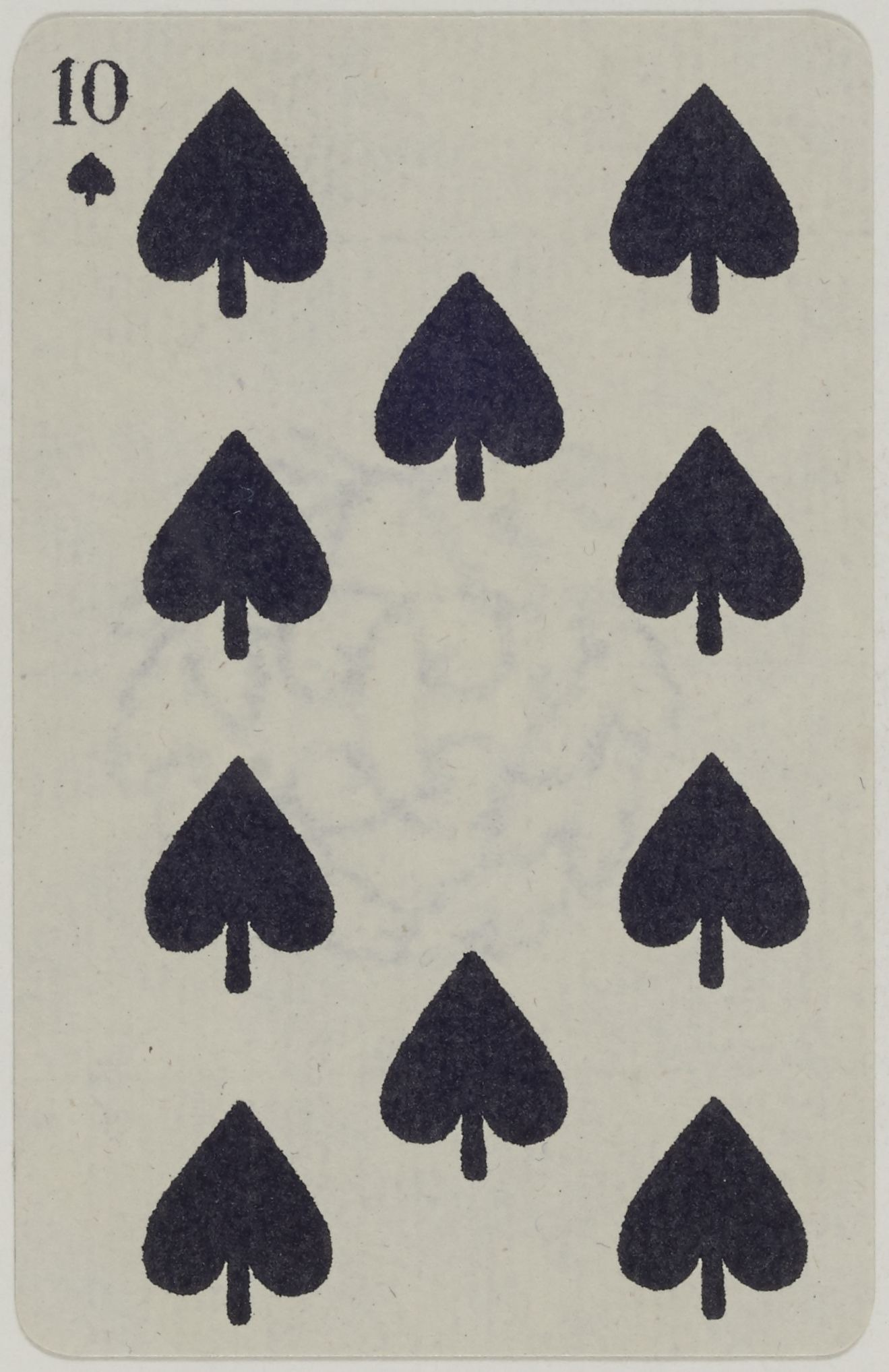
Dziesiątka pik
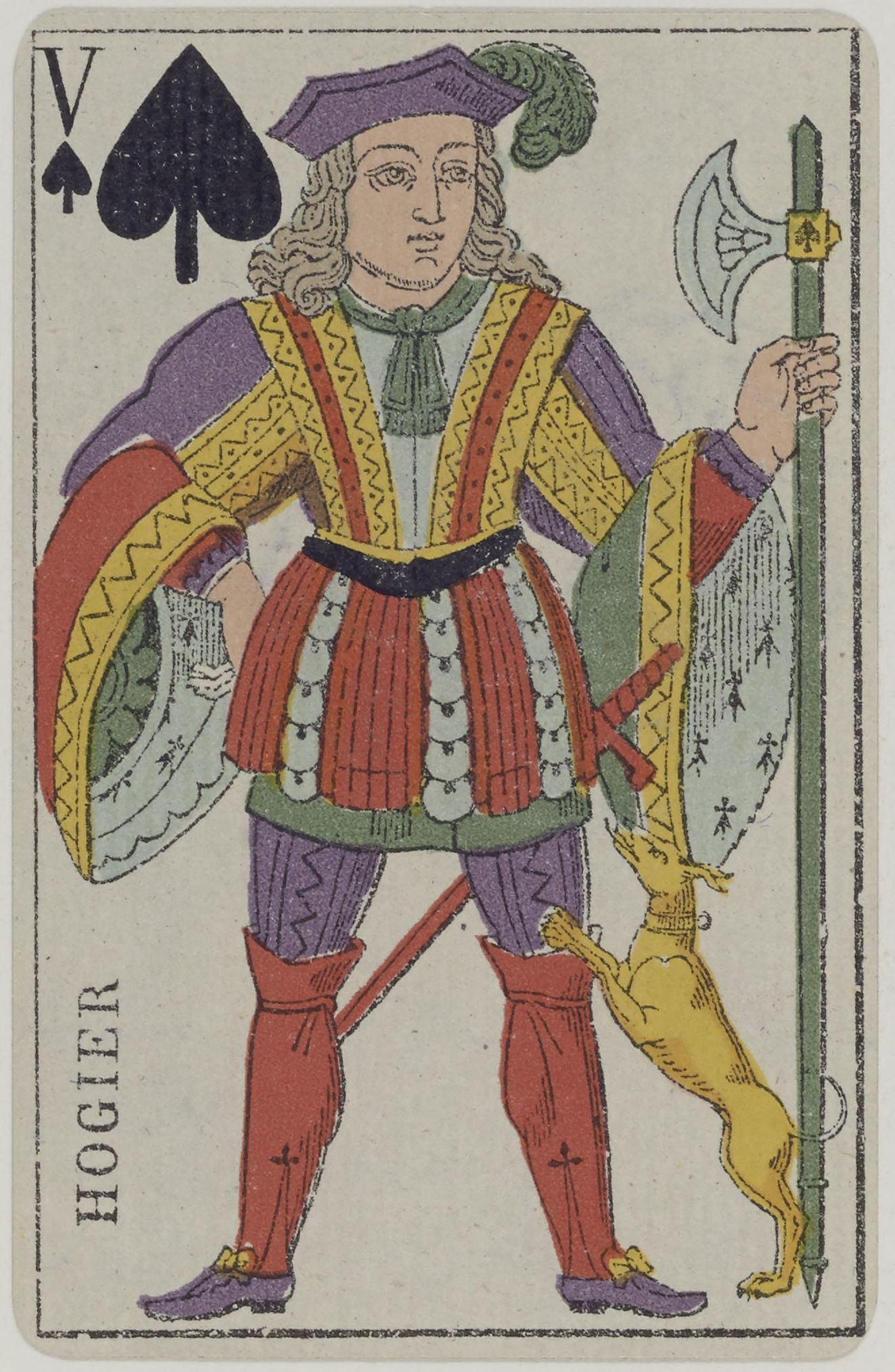
Walet pik
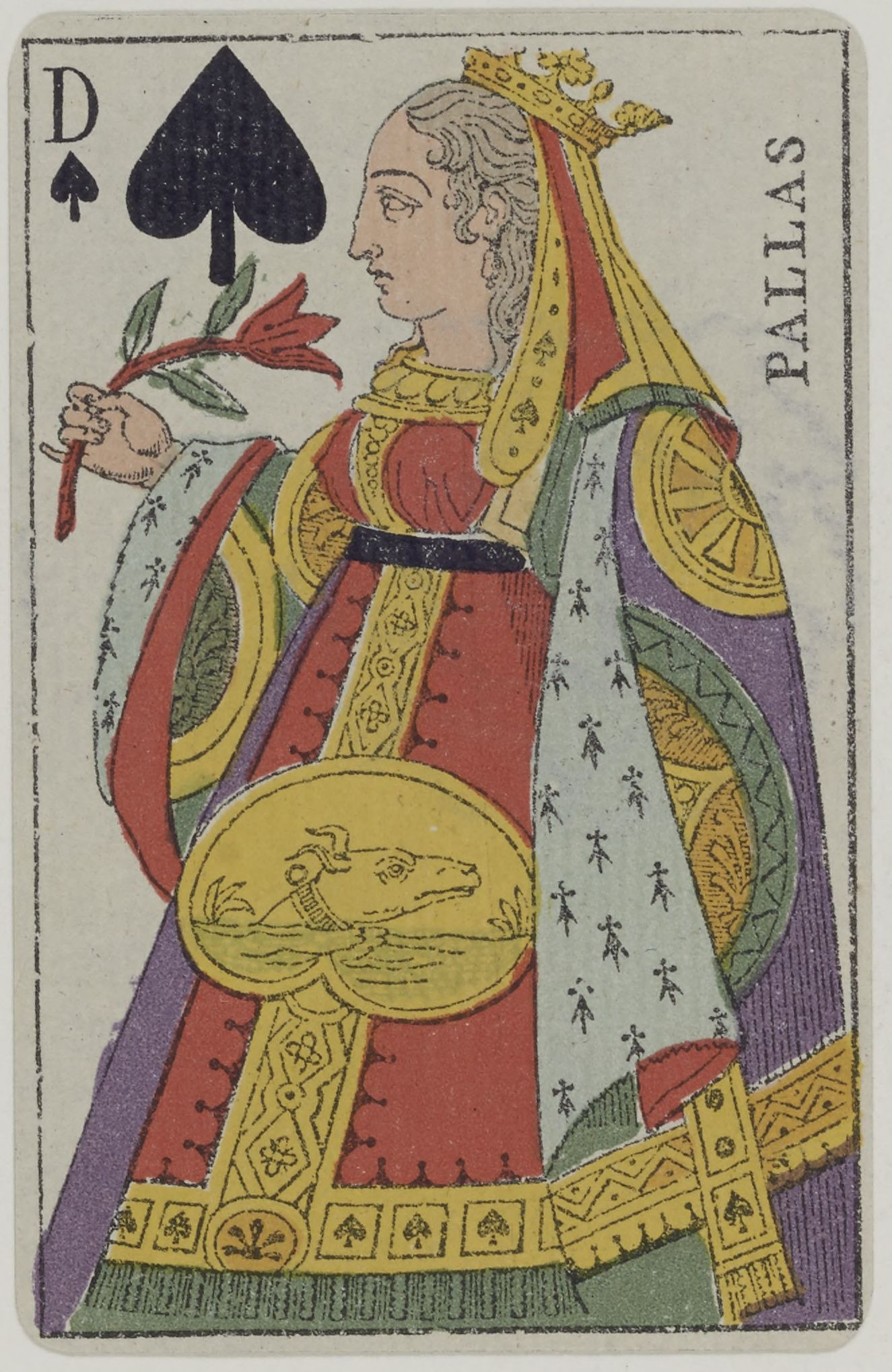
Dama pik
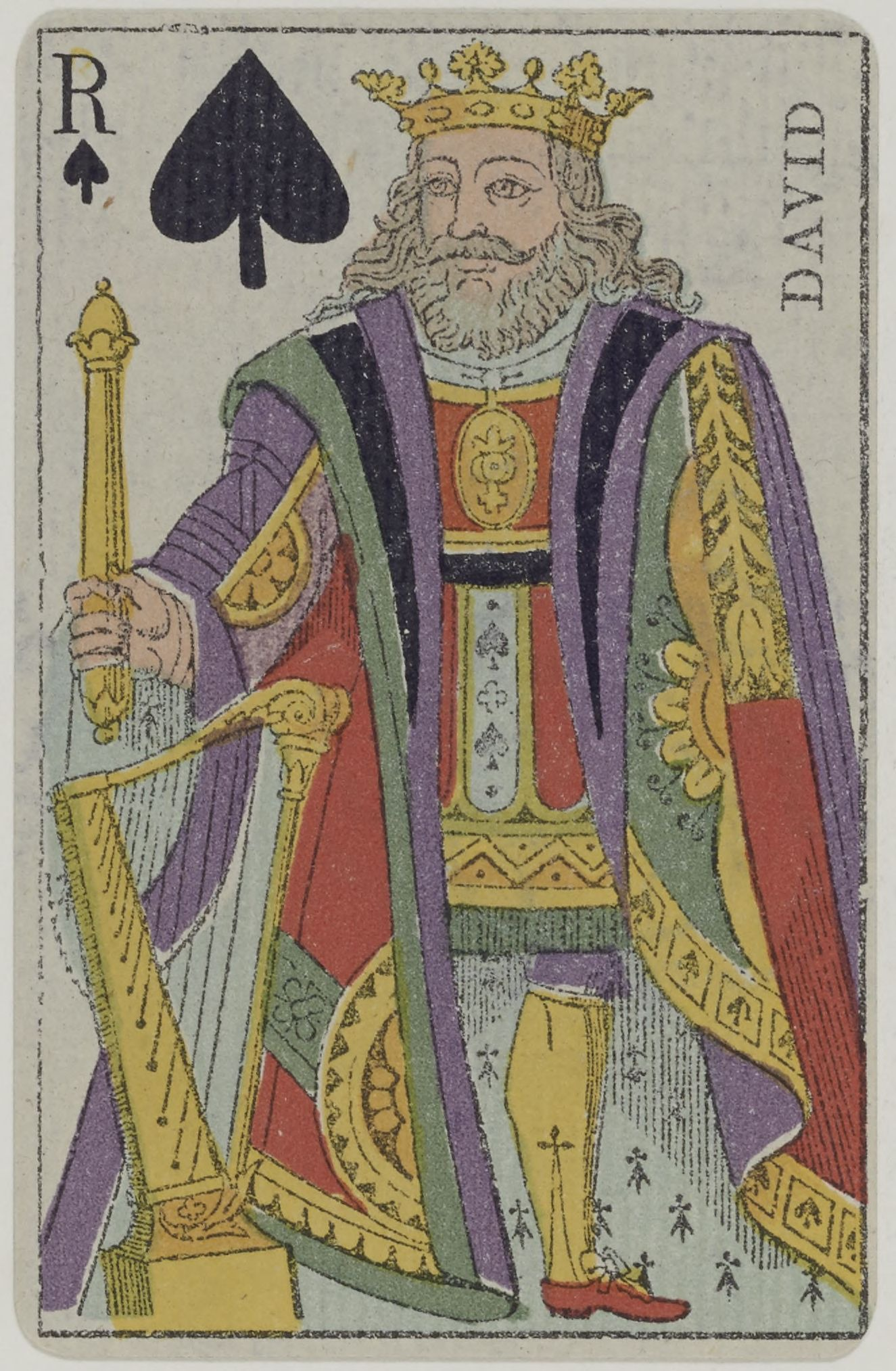
Król pik
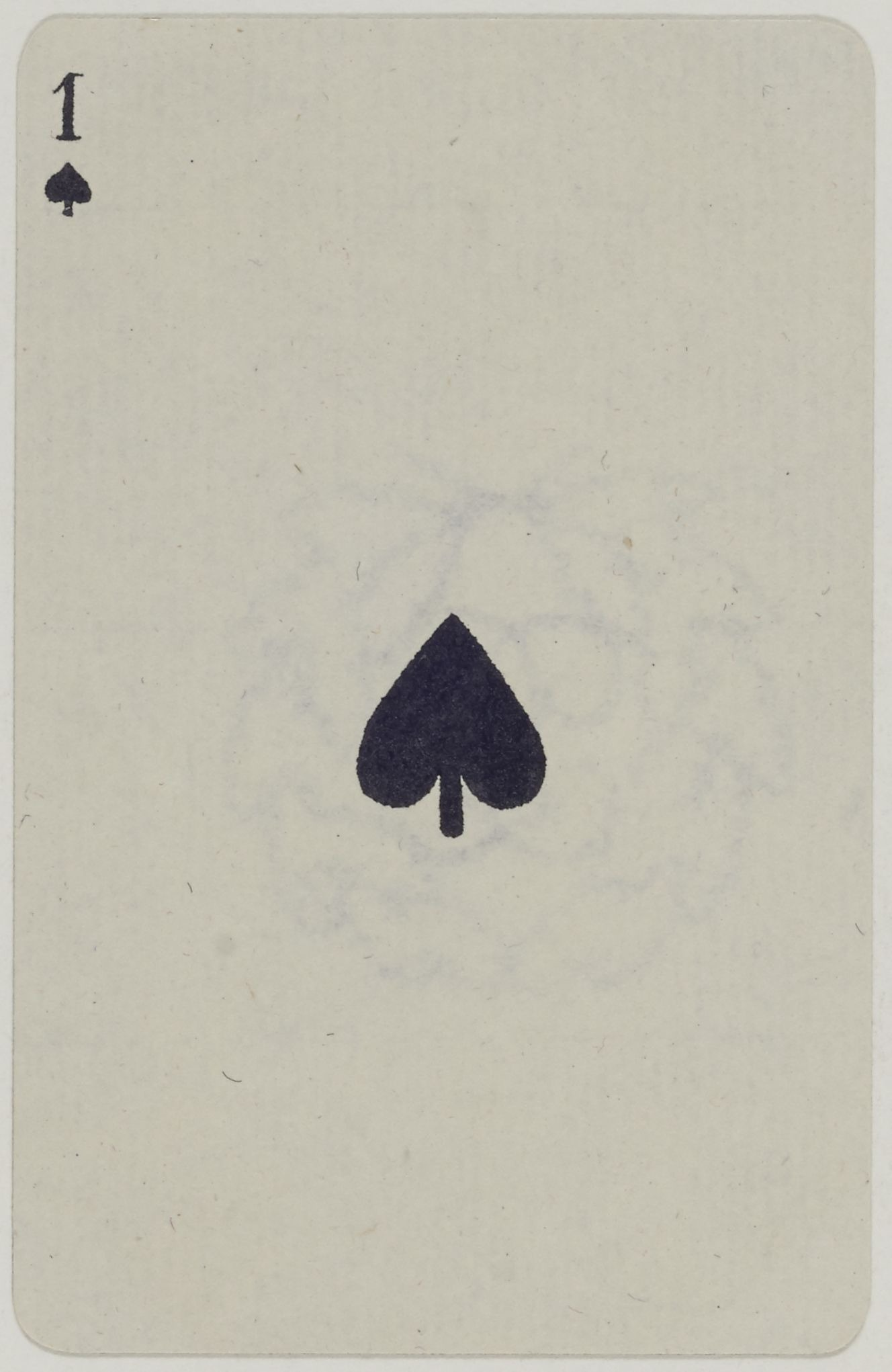
As pik

Pełna talia kart do gry w taroka zawiera 14 kart tego koloru, czyli dziesięć blotek (znaczone od 1 do 10), oraz cztery figury:

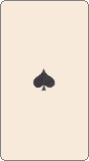
Jedynka pik
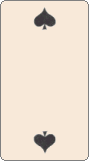
Dwójka pik
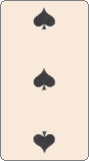
Trójka pik
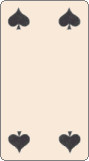
Czwórka pik
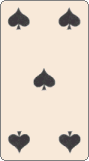
Piątka pik
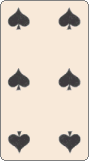
Szóstka pik
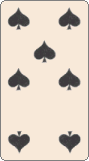
Siódemka pik
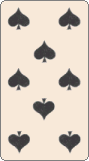
Ósemka pik
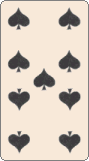
Dziewiątka pik
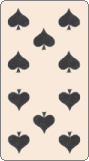
Dziesiątka pik
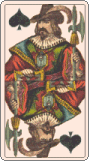
Walet pik
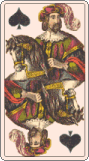
Jeździec pik
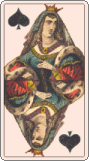
Dama pik
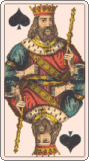
Król pik

W Polsce piki nazywane są także winami, liśćmi  lub grinami (z niem. Grün, szczególnie na Śląsku). W języku angielskim piki nazywają się spades, symbol S (stosowany w zapisie brydżowym).
W oficjalnych turniejowych taliach kart do gry w skata piki są koloru zielonego .
Jest to spowodowane turniejową unifikacją dwóch rodzajów talii – typu francuskiego i polskiego, gdyż odpowiednik pików w tym drugim typie – wino – jest oznaczany zielonym listkiem.